# L. J. Smith
John Smith III (* 13. Mai 1980 in New Jersey), bekannt als L. J. Smith (für „Little John“), ist ein ehemaliger US-amerikanischer American-Football-Spieler auf der Position des Tight Ends. Er spielte für die Philadelphia Eagles und die Baltimore Ravens in der National Football League (NFL).

## Schule
Smith ging auf die Highland Park High School in New Jersey, wo er neben Football auch Basketball spielte. In seinem letzten Jahr gelangen ihm 32 Passfänge und zwei Touchdowns.

## College
College Football spielte Smith für die Rutgers University, wo er vier Jahre als Stammspieler spielte. Er beendete seine Karriere in Rutgers mit den zweitmeisten gefangenen Pässen eines Tight Ends (Marco Battaglia hatte mehr), 122 für 1458 Yards und zehn Touchdowns.
In seinem letzten Jahr am College war er einer der Mannschaftskapitäne und fing für die Scarlet Knights 32 Pässe für 384 Yards und drei Touchdowns.

## NFL

### Philadelphia Eagles

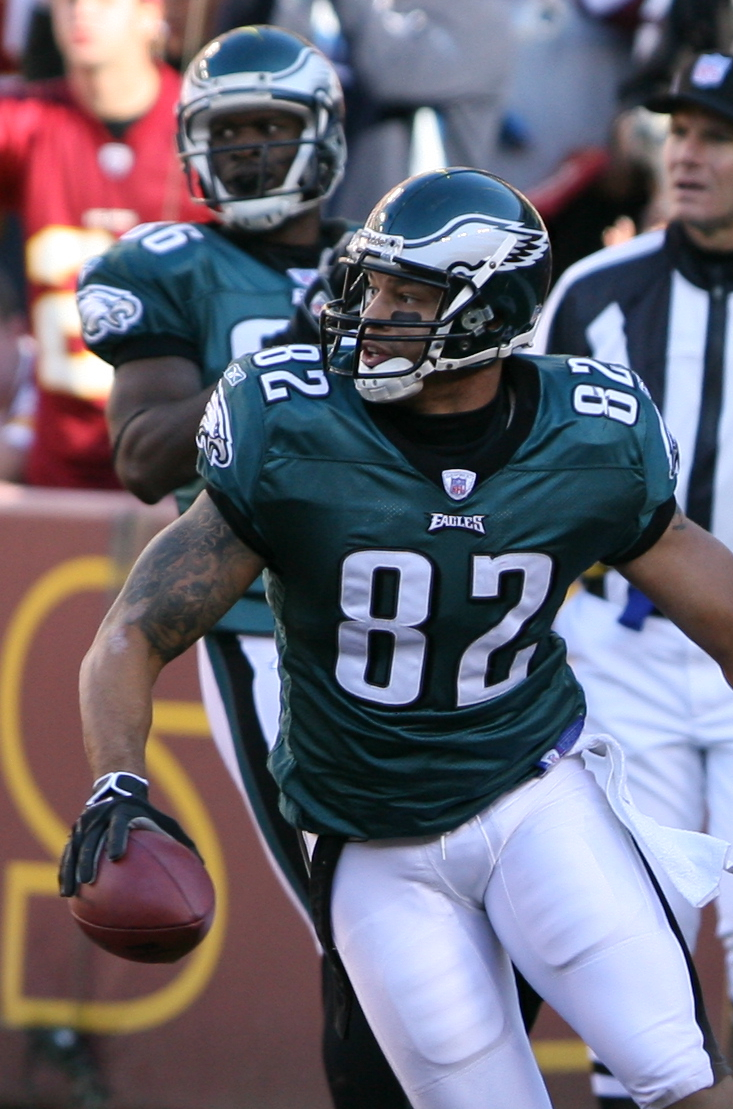
Smith bei den Eagles (2006)

L. J. Smith wurde im NFL Draft 2003 in der zweiten Runde von den Philadelphia Eagles ausgewählt. 2004 konnte er 34 Passfänge und fünf Touchdowns verbuchen. Das gelang einem Tight End der Eagles zuletzt 2001. Zusätzlich gelang ihm ein spektakulärer Fang im Super Bowl XXXIX, mit dem er seine Mannschaft in Führung brachte. Das Spiel ging am Ende dennoch an die New England Patriots verloren.
In der Folgesaison schaffte er bis zur Verletzung von Quarterback Donovan McNabb 61 Passfänge und drei Touchdowns. Durch die verletzungsbedingte Umstellung der Spiel-Philosophie, die weniger aufs Passspiel ausgelegt war, konnte er seine Leistung nicht halten. Er startete daraufhin wieder gut in die Saison 2006, wurde allerdings auch heftig kritisiert. Auslöser waren die vielen fallen gelassenen Bälle. Dennoch gelangen ihm vier Touchdowns in zwölf Spielen.
Nachdem die Eagles sich vor der Saison 2008 nicht auf einen neuen Vertrag mit Smith einigen konnten, belegten sie ihn mit dem Franchise Tag.

### Baltimore Ravens
Am 20. März 2009 unterschrieb Smith einen Einjahresvertrag bei den Baltimore Ravens. In seiner einzigen Saison für Baltimore fing er nur zwei Pässe für 31 Yards.